# En ægteskabelig affære
En ægteskabelig affære er en dansk kortfilm fra 2007 med instruktion og manuskript af Søren Møller Lagoni.

## Handling
Inge er ubevidst fanget i et dødt ægteskab. Hun har intet følt de sidste mange år sammen med sin ægtemand og har derfor glemt, hvad det vil sige at leve. Hun kender ikke længere sin mand og måske heller ikke længere sig selv. En dag møder Inge en ung mand på sit loft, og de indleder en hemmelig affære. Hun kender ham ikke, men hvorfor virker denne fremmede mand alligevel så bekendt?

## Medvirkende
- Marius Bjerre - Ung mand
- Solbjørg Højfeldt - Inge
- Henning Olesen - Karl